# FC Concordia Basel
El FC Concordia Basel es un club de fútbol suizo de la ciudad de Basilea. Fue fundado en 1907 y juega en la segunda liga regional, que es la quinta división suiza.
El club ganó la Och Cup ( antiguamente la Copa de Suiza) en 1922, la que queda su único título mayor.

## Jugadores
- Datos: Q666289